# کالج دولتی مهندسی کاروناگاپلی
کالج دولتی مهندسی کاروناگاپلی (CEK) یک مؤسسه عمومی مهندسی و فناوری در کاروناگاپلی، در شمال غربی منطقه کولام، کرالا، هند است. این کالج که در سال ۱۹۹۹ توسط دولت کرالا تأسیس شد.
در ۲۸ ژانویه ۱۹۸۷، دولت کرالا مؤسسه توسعه منابع انسانی در الکترونیک (IHRDE) (که اکنون به عنوان IHRD شناخته می‌شود) در تیرووانانتاپورام به منظور ایجاد یک مؤسسه مرکزی که برای توسعه آموزش فنی در ایالت کار می‌کند، تأسیس کرد.
کالج مهندسی کاروناگاپلی در سال ۲۰۱۲ برای شرکت در مرحله دوم برنامه بهبود کیفیت آموزش فنی، پروژه ای که توسط دولت هند و با کمک بانک جهانی سازماندهی شده بود، انتخاب شد. این دانشگاه تحت جزء ۱، جزء فرعی ۱٫۱ برنامه، برای «تقویت موسسات به منظور بهبود نتایج یادگیری و قابلیت استخدام فارغ التحصیلان» انتخاب شد.